# ドーグラー
ドーグラー（ドーグリー語：डोगरा Ḍōgarā / ڈوگرا、英語：Dogra）は、インド・パキスタンに居住するインド・アーリヤ系（インド語派）の民族。ドーグリー語を話す。人口は5,500,000人。

## 概要
ラージプートに属するとされるが、実際はバラモン、クシャトリヤ、ヴァイシャなどに分かれている。また、ドーグリー語を話すラージプートをドーグラー・ラージプートと呼ぶこともある。
ジャンムーを支配していたドーグラー・ラージプートはドーグラー朝と呼ばれ、18世紀にはシク王国の封臣となり、清・シク戦争（ドーグラー戦争）で重要な役割を果たした。また、第一次シク戦争の際にはイギリスに味方し、戦後にカシュミールの領有を認められ、ジャンムー・カシュミール藩王国を形成した。